# Newport (gmina w Vermont)
Newport – gmina (town) w Stanach Zjednoczonych, w stanie Vermont, w hrabstwie Orleans.